# Associazione Sportiva Palmese Calcio 2001-2002
Questa voce raccoglie le informazioni riguardanti  l'Associazione Sportiva Palmese Calcio nelle competizioni ufficiali della stagione 2001-2002.

## Rosa
| N. |                   | Ruolo | Calciatore                 |
| -- | ----------------- | ----- | -------------------------- |
| -  | Italia (bandiera) | C     | Giovanni Adamo             |
| -  | Italia (bandiera) | A     | Gennaro Astarita           |
| -  | Italia (bandiera) | D     | Gaetano Avolio             |
| -  | Italia (bandiera) | D     | Eugenio Balestrino         |
| -  | Italia (bandiera) | C     | Antonio Bucciarelli        |
| -  | Italia (bandiera) | C     | Davide Carfora             |
| -  | Italia (bandiera) | C     | Antonio Cerrato            |
| -  | Italia (bandiera) | C     | Francesco Cetronio         |
| -  | Italia (bandiera) | A     | Marco Massimiliano Cirillo |
| -  | Italia (bandiera) | P     | Vincenzo Criscuolo         |
| -  | Italia (bandiera) | D     | Ciro Ferrara               |
| -  | Italia (bandiera) | D     | Osvaldo Ferullo            |
| -  | Italia (bandiera) | D     | Emanuele Flauto            |
| -  | Italia (bandiera) | D     | Giuseppe Fornaciari        |
| -  | Italia (bandiera) | C     | Marco Giustiniano          |

| N. |                   | Ruolo | Calciatore        |
| -- | ----------------- | ----- | ----------------- |
| -  | Italia (bandiera) | C     | Ciro Ianniello    |
| -  | Italia (bandiera) | C     | Luis Landini      |
| -  | Italia (bandiera) | C     | Sandro Luciano    |
| -  | Italia (bandiera) | P     | Luigi Mennella    |
| -  | Italia (bandiera) | C     | Luigi Moccia      |
| -  | Italia (bandiera) | D     | Alessandro Nigro  |
| -  | Italia (bandiera) | P     | Rosario Niosi     |
| -  | Italia (bandiera) | D     | Graziano Nocera   |
| -  | Italia (bandiera) | D     | Francesco Pierri  |
| -  | Italia (bandiera) | C     | Carmelo Puglisi   |
| -  | Italia (bandiera) | A     | Roberto Ria       |
| -  | Italia (bandiera) | A     | Stefano Sgambati  |
| -  | Italia (bandiera) | A     | Antonino Sparacio |
| -  | Italia (bandiera) | D     | Nazzareno Sposito |